# Urquhart
Urquhart ([ˈɜrkərt]; pronuncia scozzese: [ˈʌrkərt] ) in gaelico scozzese Urchardan, talvolta abbreviato in Urchard - è un cognome di origine scozzese, nonché un toponimo proprio di quattro distinte località della Scozia, la più famosa delle quali è il Castello di Urquhart, sul Loch Ness, che prende il nome dalla valle circostante e dalla vicina baia, antica dimora dell'omonimo clan (v. gli Urquhart di Cromarty), il quale ha col suo prestigio contribuito non poco all'affermarsi del cognome nella tradizione.
Il termine ha origine nel VII secolo da Airdchartdan, abbreviato in Airchart, composto di air ("da" o "tramite", in gaelico) e chartdan ("selva" o "bosco"; v. cardden in gallese antico).

## Persone
- Thomas Urquhart (Cromarty, 1611 - 1660), scrittore scozzese;
- Arthur Urquhart (? - 1916), naturalista neozelandese di origine scozzese;
- Robert Urquhart (Londra, 1901 - 1988), generale britannico;
- Colin Urquhart (Twickenham, 1940 - 2021), predicatore evangelico britannico;
- Ann Urquhart (Oldham, 1949), giocatrice di curling e dirigente sportiva britannica naturalizzata italiana;
- Feargus Urquhart (Tustin, 1970), autore di videogiochi e imprenditore statunitense;
- Drew Urquhart (Vancouver, 1996), cestista canadese.